# Smrt Heleny Biháriové
Helena Biháriová (1971/1972 Opava – 15. února 1998 Vrchlabí) byla česká Romka připravená o život dvojicí mladíků. Čin a následný soudní proces vyvolal velkou pozornost české veřejnosti, médií a politiků, spory o to, zda šlo o rasově motivovaný trestný čin, a spory o zasahování politiků a médií do nezávislosti justice a činnosti státního zastupitelství.

## Útok a smrt
Kolem 23. hodiny 15. února 1998 napadli ve Vrchlabí Helenu Biháriovou, romskou svobodnou matku čtyř dětí, která ve městě žila u rodiny svého partnera, dva nebo tři opilí mladíci, sympatizanti hnutí skinheads. Po slovní potyčce hodili Biháriovou do rozvodněného Labe. Jeden z obviněných následně vypověděl: „Žádal jsem ji, aby mi vrátila dvě stě korun, o které mě okradla. Nadával jsem jí, že je šlapka a zlodějka, protože nám nabízela sexuální služby.“
Volání o pomoc zaslechla před svým domem redaktorka Českého rozhlasu Eliška Pilařová, která i přes silný proud skočila do řeky, aby Biháriové pomohla. Obě ženy však proud strhl, oddělil a přivolaným hasičům se podařilo zachránit pouze Pilařovou, Biháriová utonula. Její tělo bylo nalezeno až po dvoudenním pátrání 17. února 1998.
Pohřeb se uskutečnil 21. února 1998 v kostele svatého Ducha v její rodné Opavě. Zúčastnila se ho také první dáma Dagmar Havlová, na rozloučení u hrobu dorazil ministr Vladimír Mlynář a opavský primátor Jan Mrázek.

## Soud
Krajský soud v Hradci Králové neshledal, že by měl čin rasový motiv. Již předtím policisté, kteří na případu pracovali, rasový podtext činu, stejně jako jeho klasifikaci jako vraždy, jednoznačně vyloučili.
Dva pachatelé, Jiří Neffe a Petr Klazar, byli v odsouzeni na 8,5 respektive 6,5 roku pro trestné činy vydírání s následkem smrti a výtržnictví. Trestní stíhání třetího mladíka bylo zastaveno, protože měl na dobu činu alibi. Po odvolání byl v únoru 1999 Klazarovi snížen trest na 1 rok a 3 měsíce pouze za výtržnictví.

## Reakce
Prezident Václav Havel vyznamenal Elišku Pilařovou 28. října 1998 medailí Za hrdinství.
Mnohá česká média a politikové případ označovali za rasově motivovaný. Ministr bez portfeje Vladimír Mlynář zodpovědný za problematiku národnostních menšin na pohřbu Biháriové v sobotu 21. února v kostele svatého Ducha v Opavě pronesl „Zabili ji čeští rasisté, kteří se domnívají, že tato země je jen pro bílé. Stydím se za to, že jsem bílý, smrt této mladé ženy ze mne na chvíli udělala Roma...“ a požadoval pro pachatele co nejpřísnější tresty. Kvůli tomu se dostal Mlynář do sporu [zdroj?] s tehdejším královéhradeckým státním zástupcem Miroslavem Antlem dozorujícím vyšetřování, který odmítl obžalovat podezřelé z rasových trestných činů pouze na základě politické objednávky. Kritika za Mlynářovy výroky v souvislosti s případem Biháriové zazněla také v Poslanecké sněmovně Parlamentu České republiky z úst republikánské poslankyně Jany Peškové.
Miroslav Antl ve své knize Gaunery nemám rád (2001) začátek zločinu popsal „Klazar potká mladou a skoro hezkou ženu. Ta žena je Helena Biháriová, matka čtyř dětí, trestaná kapesní zlodějka, občas prostitutka na volné noze. Celý její rodinný klan už léta krade, živí se tím prostě.“ Poslankyně Monika Horáková (US-DEU) nato interpelovala nepřítomného ministra spravedlnosti Jaroslava Bureše s dotazem, zda je proti Antlovi vedeno kárné řízení pro „pomluvy nejen vůči paní Biháriové, ale (…) vůči kterémukoli členu její rodiny“ a další „přinejmenším sporné, ne-li přímo protiprávní“ výroky v knize.